# Rasha Omran
Pour les articles homonymes, voir Omran.
Rasha Omran (en arabe : رشا عمران) est une poétesse syrienne née le 25 mai 1964 à Tartous, en Syrie. Autrice de sept recueils de poèmes et d'une anthologie de la poésie syrienne, elle est une poétesse syrienne majeure.

## Biographie
Rasha Omran naît à Tartous en Syrie le 1er janvier 1964 dans une famille d'artistes. Son lieu de naissance, Malaja, est un foyer traditionnel de la secte alaouite, confession de la poétesse. Elle grandit dans une communauté culturellement progressiste d'écrivains, de musiciens et d'artistes professionnels. Le père de Rasha, Mohammad Omran, est poète, activiste et journaliste, et leur maison un lieu de rassemblement culturel pour les intellectuels et les artistes. Enfant, elle lit librement dans la bibliothèque familiale
Elle suit des études de littérature à l'université de Damas et fonde dans sa ville natale, à la fin des années 1990 le Al-Sindiyan Festival of Litterature and Culture qu'elle dirige pendant 16 ans. Elle publie ses premiers poèmes après la mort de son père.
Elle s'exile en Égypte en 2012.

## Révolution syrienne et exil
Intellectuelle bien connue et partisane de la réforme, elle apporte publiquement son soutien au soulèvement dès le début de la révolution syrienne en 2011 : « C'est un régime dictatorial, [....] Comment puis-je soutenir un gouvernement qui tue ses propres citoyens ». Elle participe à des manifestations, exprime son désaccord publiquement et s'exprime contre le régime de Bachar el-Assad. Assad n'est « pas un dictateur, c'est juste un chef de gang » écrit-elle. C'est elle qui invente l'expression « le silence international sur la Syrie est assourdissant ». Menacée, ainsi que sa famille, par le régime syrien, elle s'exile au Caire en 2012. En septembre 2012, Rasha Omran et quatre autres femmes syriennes entament une grève de la faim devant le siège de la Ligue arabe sur la place Tahrir, au Caire, en Égypte, pour demander un soutien aux révolutionnaires et de faire pression sur Assad pour qu'il mette fin aux violations des droits humains en Syrie.

### Poésie
- وجع له شكل الحياة (Une douleur en forme de vie). Poèmes. Dar Arwad, 1997
- كأن منفاي جسدي (Comme si mon corps était en exil). Poèmes. Dar Arwad, 1999
- ظلك الممتد في أقصى حنيني (Ton ombre s'étendait à mon désir le plus profond). Poèmes. Al Tanweer, 2003
- الأمانة العامة لإحتفالية دمشق  عاصمة الثقافة العربية Damas, 2008
- معطف أحمر فارغ (Un manteau rouge et vide). Poèmes. Syrian Culture Ministry, 2009
- بانوراما الموت والوحشة (Panorama de la mort et de la solitude). Poèmes, Dar Non, 2014
- التي سكنت البيت قبلي (Celle qui habitait la maison avant moi). Poèmes, Al Mutawassit, Milan, 2016

- زوجة سرية للغياب (Épouse secrète du manque). Poèmes, Al Mutawassit, Milan, 2020

### Anthologie de poésie
- أنطولوجيا الشعر السوري (Anthologie de la poésie syrienne 1980-2008)

### Autres textes
- Désormais pour moi la mort n'est plus abstraite[11] (en anglais) : conversation avec l'écrivaine et traductrice canadienne Kim Echlin

## Traductions

### Recueils
- Celle qui habitait la maison avant moi (trad. Mireille Michaïl et Henri jules Julien), Genève, Héros Limite, 2021

## Adaptation à la scène
À l'invitation du metteur en scène et traducteur français Henri Jules Julien, Rasha Omran performe en arabe une sélection de ses propres poèmes extraits de Celle qui habitait la maison avant moi, dans un oratorio à trois voix en compagnie de l'actrice syrienne Nanda Mohammad et de la chanteuse improvisatrice françaises Isabelle Duthoit et dans des lumières de Christophe Cardoen. Le spectacle est créé le 20 octobre 2021 au théâtre Rawabet dans le Festival D-CAF au Caire puis présenté dans la 76e édition du festival d'Avignon en juillet 2022.